# MS Gothic

日本不同版本哥特体的比较（Adobe）

MS Gothic（日语：ＭＳ ゴシック，意為「微软哥特体」）是黑体的书体形式，以日文操作系统多见。哥特体（Gothic）指代的是在1150年起至17世纪在西欧广泛使用的一类字体，但MS Gothic以日本汉字及假名为主。

## 特征
字体纵横粗细均等是MS Gothic的特征，传统的哥特体从起笔到终笔的粗细是有变化的，中央部份稍细。

## 称呼
在日本，MS Gothic指的是起笔到终笔粗细均相等的非衬线体的书写方式。同欧洲的无衬线体相当。英語一般称作哥特式剧本体（Gothic Script），意为具有中世纪风格的黑色文字（black letter）。在中文，类似字形的字体称为“黑体”。

### 韩国
无衬线韓文字體在韩语中也称作哥特体，1993年的文化部为了使书体用语标准化，哥特体在韩文中使用频率已经较传统方黑體“明显提高了”。但是在Windows Vista下，系统自带的该字体被改成清黑體。

## 使用场合
现在在日本，除了表强调，或者用于标题以外，基本上都用的是衬线体。MS Gothic经常被用于广告和杂志字体，但小说的单行本甚少使用。

### 电脑
在电脑中，MS Gothic占着重要的地位。
由于显示器解像度的问题，明朝体在较小的分辨率下很难识别，且字形变得很难看，而哥特体则更适合在这种情况下展示。
MS Gothic是微软独自开发的，最早用于照相排字机。此后，还有不同公司开发的各种哥特体，与MS Gothic字形略有不同。

## 種類
MS Gothic
最基本的MS Gothic，在Windows 3.1时预装。
MS PGothic
文字宽度被调整得更均匀了。在Windows 95时预装。
到现在为止被Internet Explorer以及其他一些网页浏览器被设为默认字体。但是如果同西欧字体同时出现，就会有违和感。很多网页为了避免这种违和感而自己设定其他字体，从而避开默认字体，如修改CSS样式。
MS UI Gothic
窗口菜单栏等习惯性地使用了所谓的半角片假名，正常的全角文字被替换成了均衡的字符。平假名和片假名的文字宽度为汉字的4 / 5大小。在Windows 98以后预装。

## Windows环境以外的使用
MS Gothic允许出售给Windows以外的地方使用。
微软也向Mac OS X出售该字体，微软在Office 2004以后搭载了MS Gothic、MS Mincho、MS PMincho等（不含MS UI Gothic）。

## 版本沿革
| 版本 | 发布日期 | 重大更改                                                                                 |
| ---- | -------- | ---------------------------------------------------------------------------------------- |
| 1.0  | 1992年   | 在Windows 3.1预装该字体。                                                                |
| 2.10 | 1995年   | 在Windows 95预装该字体。                                                                 |
| 2.30 | 1998年   | 在Windows 98 / Me / 2000 / XP 及 Windows Server 2003预装该字体。追加JIS X 0212补充汉字。 |
| 2.5  |          | 在Windows Vista预装该字体。                                                              |
| 5.00 |          | 在Windows Vista及Windows 2008预装该字体。同时Windows XP打了SP2补丁时也会升级该版本字体。 |
| 5.01 | 2009年   | 在Windows 7预装该字体。                                                                  |